# Switłyczne (obwód czernihowski)
Switłyczne (ukr. Світличне) – wieś na Ukrainie, w obwodzie czernihowskim, w rejonie pryłuckim, w hromadzie Warwa. W 2001 liczyła 614 mieszkańców, spośród których 588 wskazało jako ojczysty język ukraiński, 24 rosyjski, a 2 mołdawski.